# 油柑頭

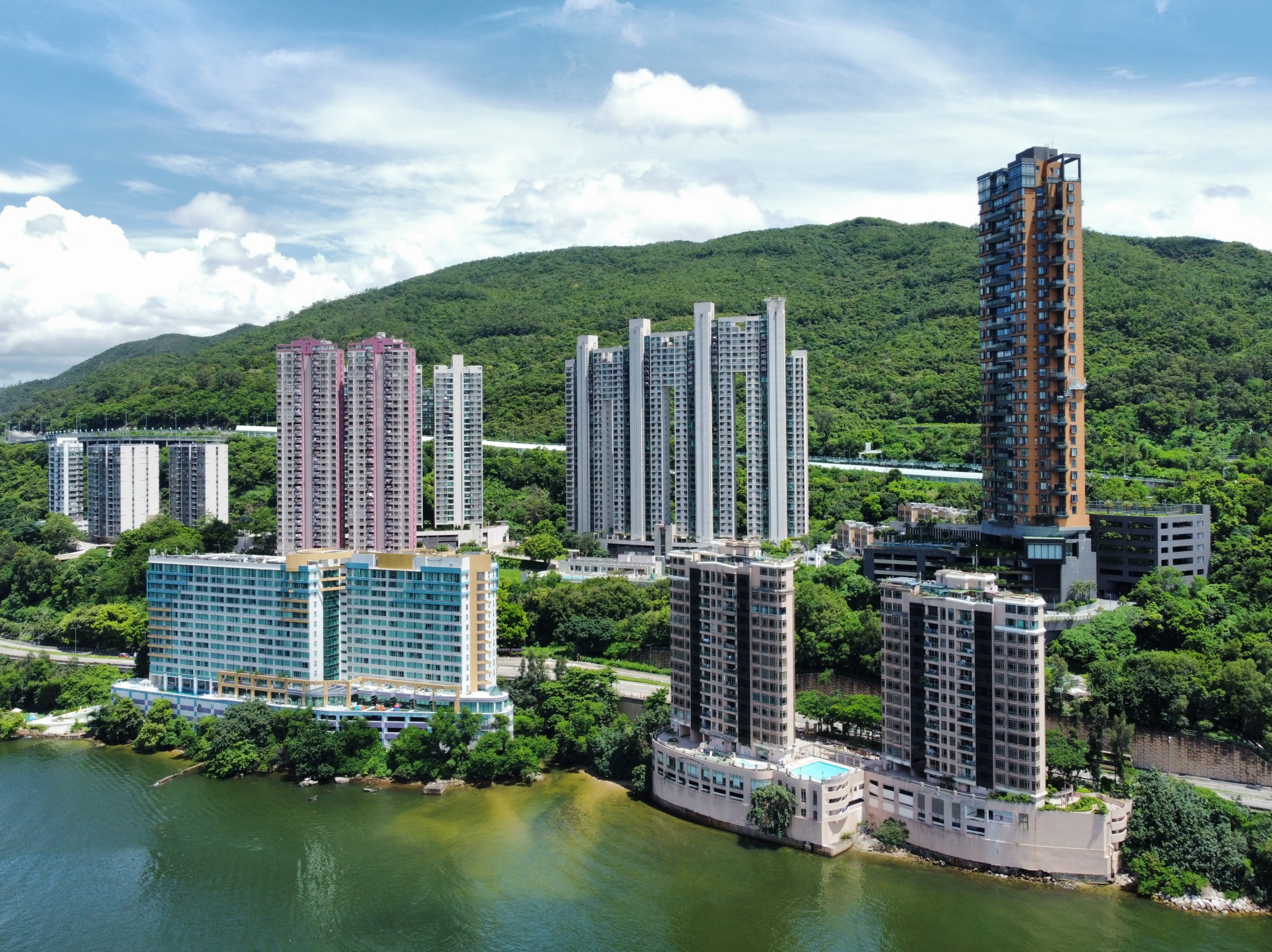
油柑頭沿岸以住宅為主

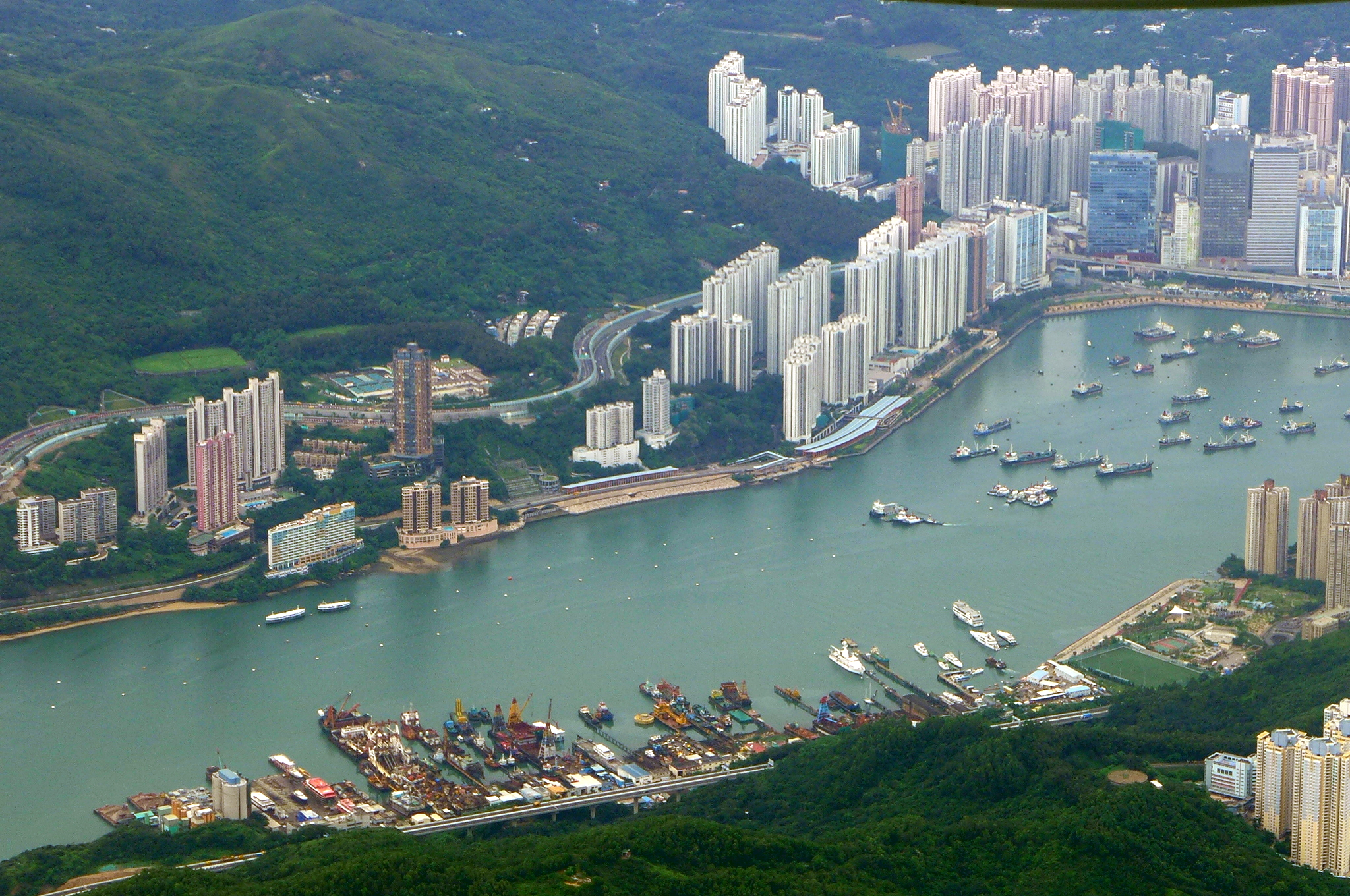
左方為油柑頭；右方為荃灣西約／柴灣角；下方為青衣島北岸

油柑頭（英語：Yau Kom Tau）是香港新界荃灣區的一個地方，位於荃灣西約與汀九之間。油柑頭昔日長有很多油甘子（即餘甘子），因而得名。

## 地理
油柑頭原指位於青山公路十咪半（現今悠麗路一帶）的小谷地。隨著漢民村的建立，在柴灣角以西、油柑頭山東麓的一片山坡亦被稱為油柑頭。而位於青衣北岸、樟樹頭及牛角灣之間的小谷地亦被稱為油柑頭，這是因為歷史上該處與青衣島其他地方並沒有陸路連接，青衣油柑頭居民都要依靠兩岸的渡頭以水路出入市區。

## 歷史
油柑頭村是一條客家原居民村落，建於1685年，有楊、陳、何三姓聚居，現時居民主要為楊氏後人（楊勝福堂）。楊氏於清代中葉經廣東潮州、惠州移居香港荃灣。根據人口普查報告，1911年，油柑頭村有華人人口52人。
1941年12月8日香港保衛戰首天，日軍第230聯隊經青山道抵達油柑頭，編制「青衣島攻略部隊」從油柑頭渡海進攻青衣島。

楊氏自1950年代已計畫建立新村，以改善鄉村環境。1970-80年代初，政府在油柑頭興建屯門公路及濾水廠，不少油柑頭村地皮被收回。1984年，因興建濾水廠之便，政府將位於漢民上村與屯門公路之間的山坡平整為油柑頭村的擴展區，同年楊氏宗祠落成。1991年，油柑頭新村在擴展區落成，建有26幢標準丁屋。村公所於2008年啟用。油柑頭舊村餘下的大部份地段於1994年建成屋苑恒麗園，小部份地段仍有十數戶非原居民居住至今。

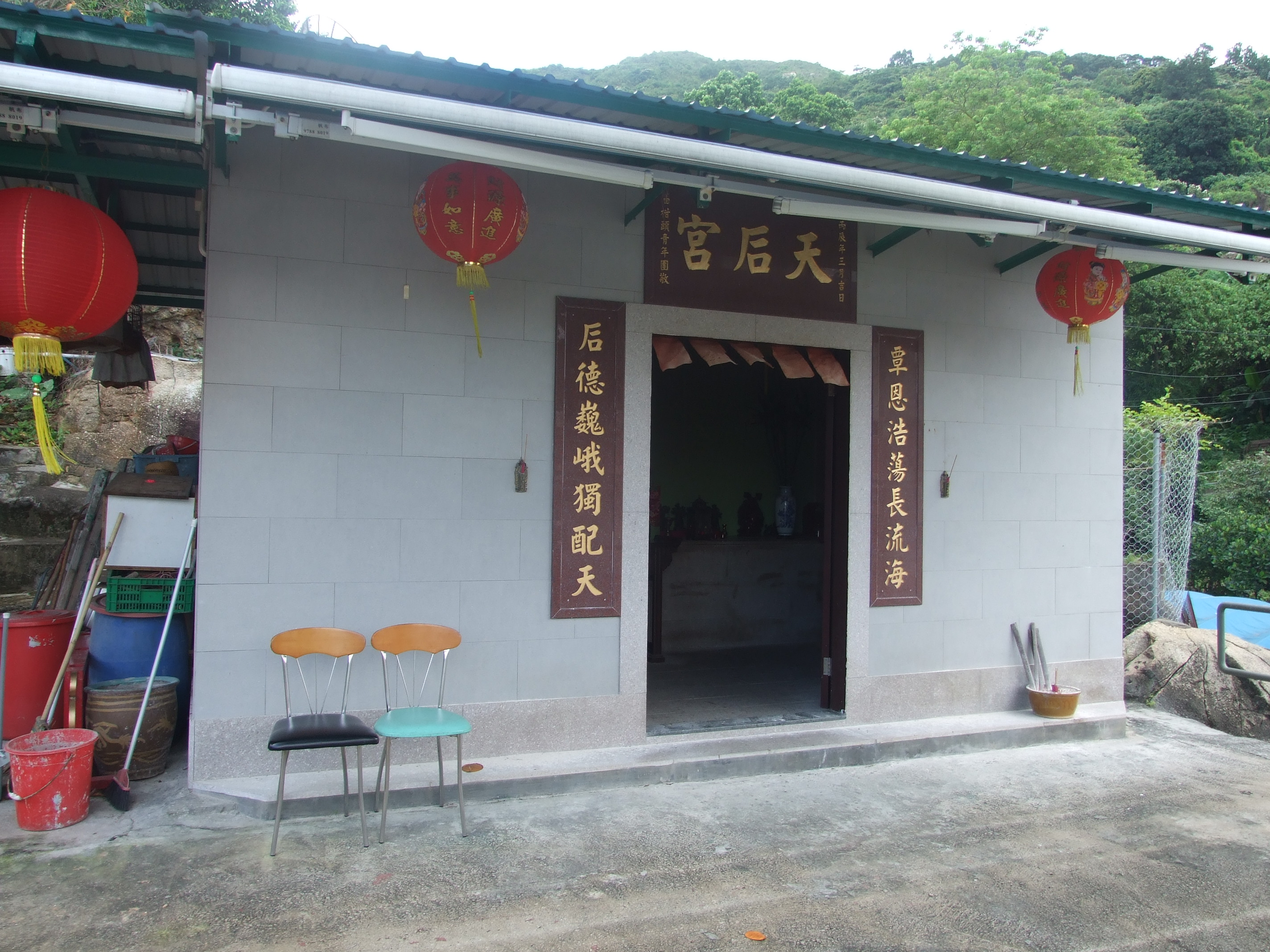
油柑頭天后宮

1996年，因荃灣關門口村、河背村和楊屋村位於國瑞路的重置地段已建滿丁屋，亦沒有能擴展的土地，政府批准三村的原居民在油柑頭村擴展區東面建屋，增建30幢標準丁屋，關門口村獲得14幢、河背村和楊屋村各獲得8幢。自此油柑頭村雙方因不同鄉村利益問題產生嫌隙。1998年，三村居民向民政總署、鄉議局申請增加一名三村聯合村的村代表，引起油柑頭村居民不滿，擔心會影響油柑頭村利益。當民政事務處職員到村內就1999年的村代表選舉進行選民登記時，有雙方居民口角及毆鬥。進入千禧年代，兩村已經和解，成立荃灣油柑頭擴展區四村管理委員會。2014年，油柑頭村合眾堂亦有參與關門口村喬遷50周年誌慶。
油柑頭新村位於半山，出入青山公路一定要經過寶豐路，一條斜度達1:10的道路。1997年，專線小巴96A線開辦，居民「下山難」的問題始獲解決。
漢民村是一條非原居民村落，1950年代末發展成一個寮屋區。香港政府自1960年代起已多次進行清拆行動。1990年代中後期，因斜坡安全問題，漢民上村大片寮屋區被清拆，居民被安置到荃灣的公共屋邨。

## 大規模發展建屋
2021年，政府計畫將油柑頭村附近原規劃作綠化地帶的一幅面積約4.93公頃的地段作住宅發展，漢民上村約有37戶，共65人受影響需安排遷徙。大部分寮屋居民其後獲派公屋搬走，但動物卻流離失所。到2023年3月，有財團申請將首置盤地皮附近一幅綠化地改劃作住宅發展，擬建3幢住宅大樓，提供518伙單位。長春社憂慮有關的申請會進一步破壞環境。
其中位於屯門公路上方的一幅私人住宅地皮，於2023年度賣地計劃中撥作「港人首次置業」項目，提供不少於1940個住宅單位，單位最低實用面積要求為280平方呎。地皮在2023年8月19日截標，但只接獲一份標書，為中小型發展商佳明集團。該地盤同時是政府2010年中主動推地以來，接獲最少標書的住宅官地。到8月23日，地政總署指出由於地價未達到政府就該用地所定的底價，因此流標收場，並將地皮交給香港房屋協會承接。
青衣担杆山船廠區每年農曆七月十五至十七日會舉辦青衣油柑頭街坊盂蘭勝會，超渡青衣及油柑頭一帶水陸亡魂，並為船廠工友及街坊祈福。此活動於2014年獲加入至香港非物質文化遺產清單。

## 地點
- 油柑頭村
- 漢民村
- 建業新村
- 近水灣
- 油柑頭濾水廠（1985年啟用）

## 住宅
各屋苑均設屋邨巴士接駁荃灣站。油柑頭村則有新界區專線小巴96A線往來荃灣站。
- 錦柏豪苑
- 邱德根大宅

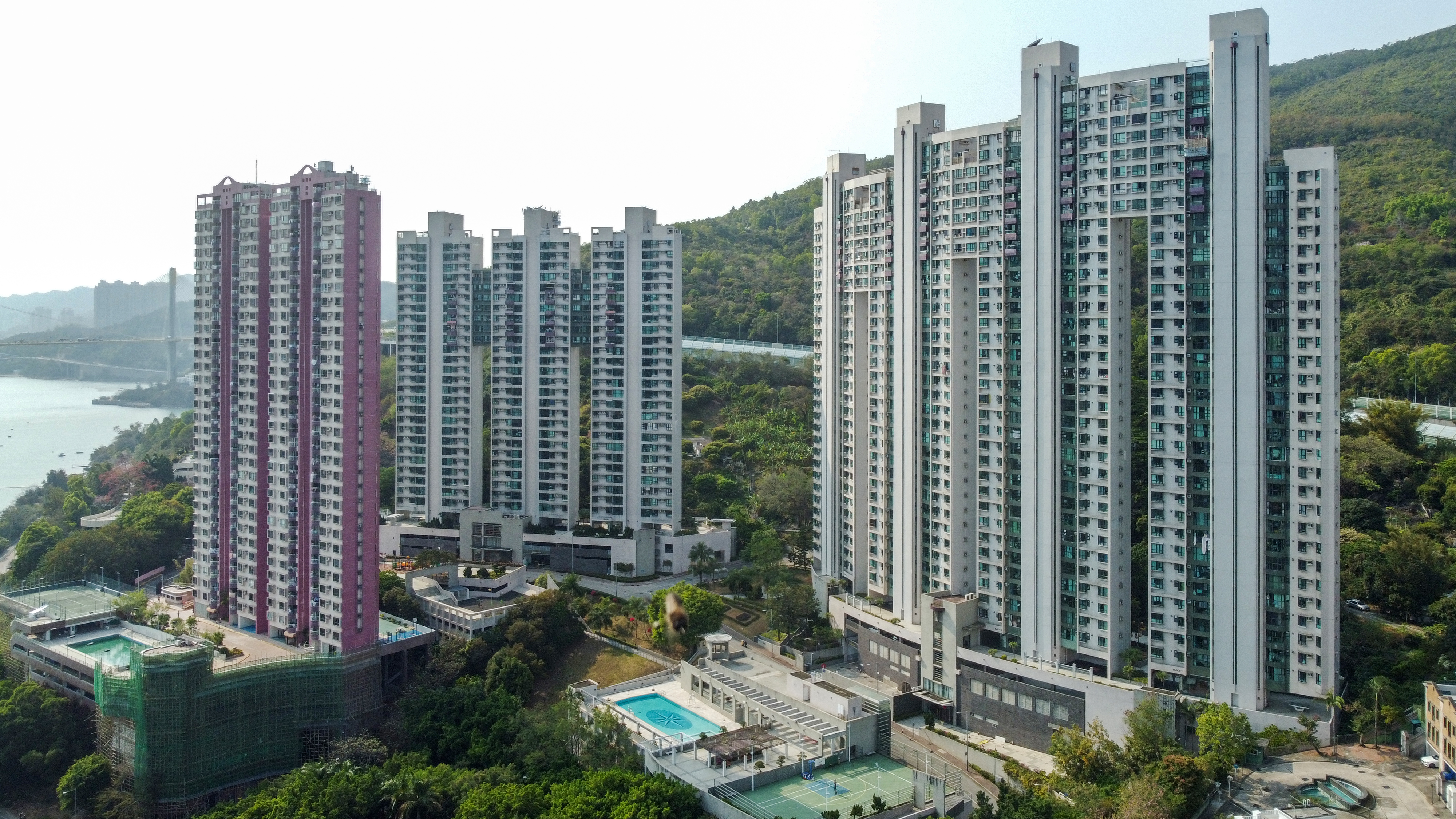
金麗苑
- 恒麗園
- 新麗園
- 海濤花園
- 麗城花園
- 灣景花園
- 疊翠苑
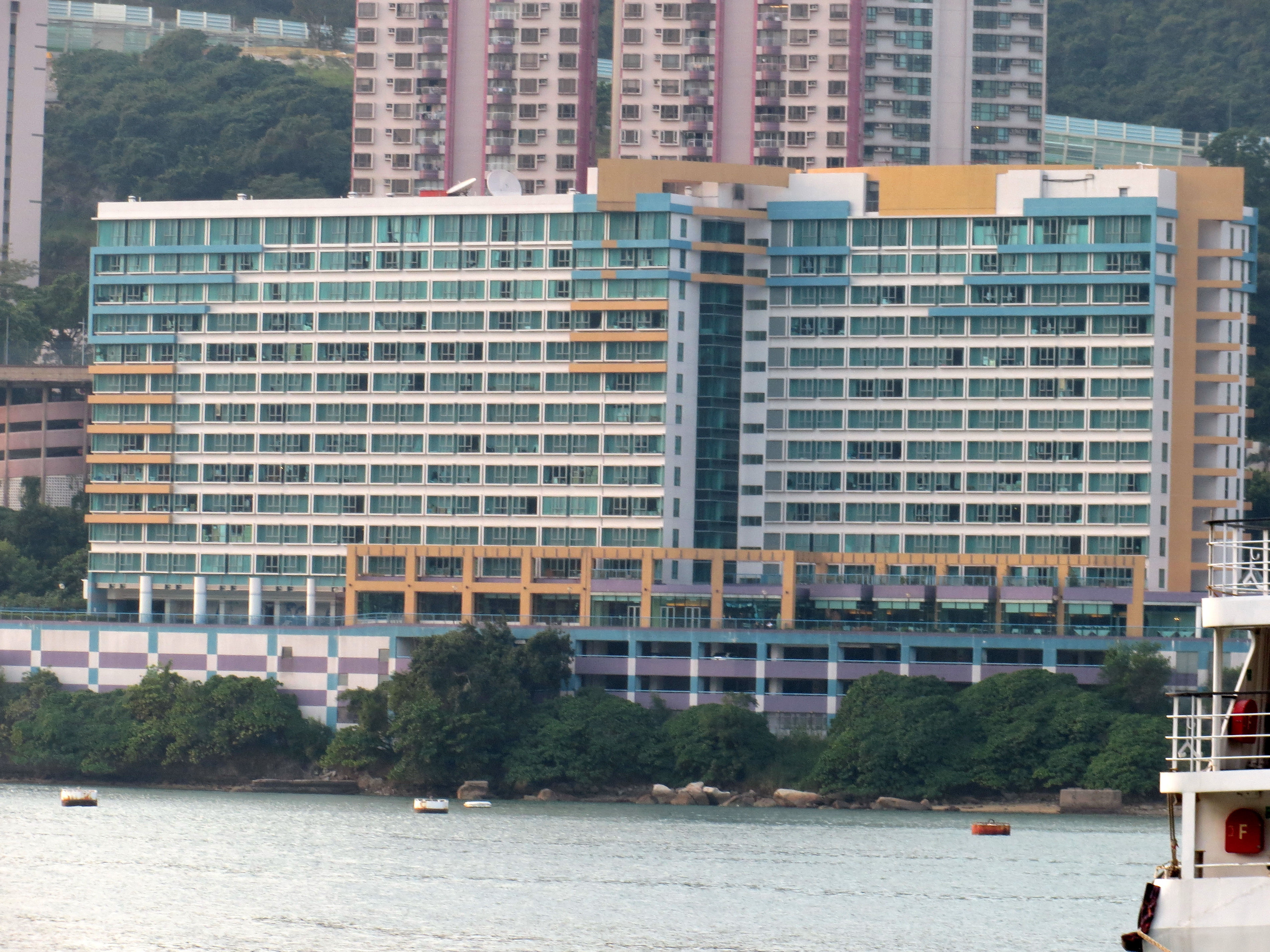
汀蘭居
- 海濤花園
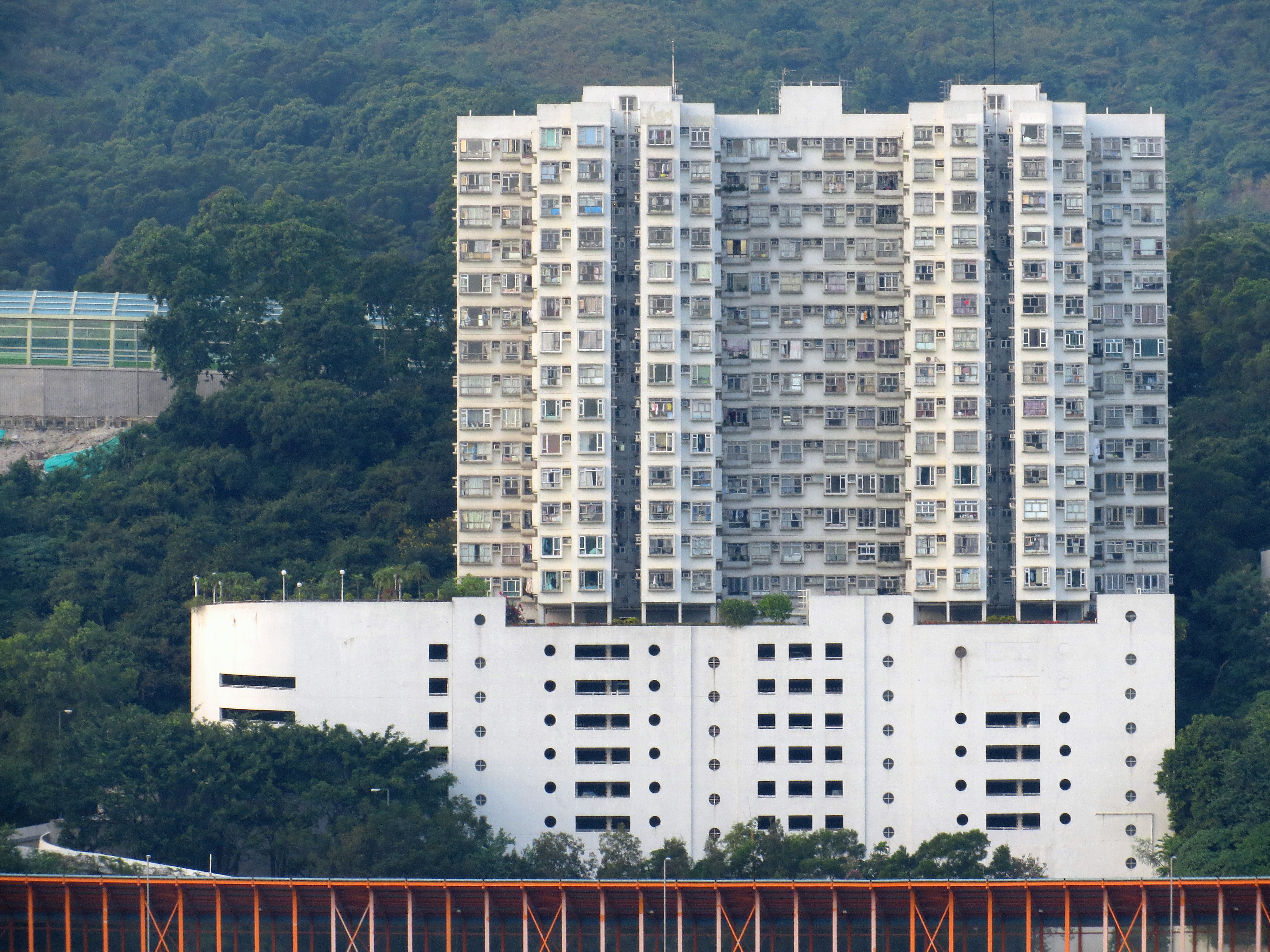
翠景臺
- 油柑頭村
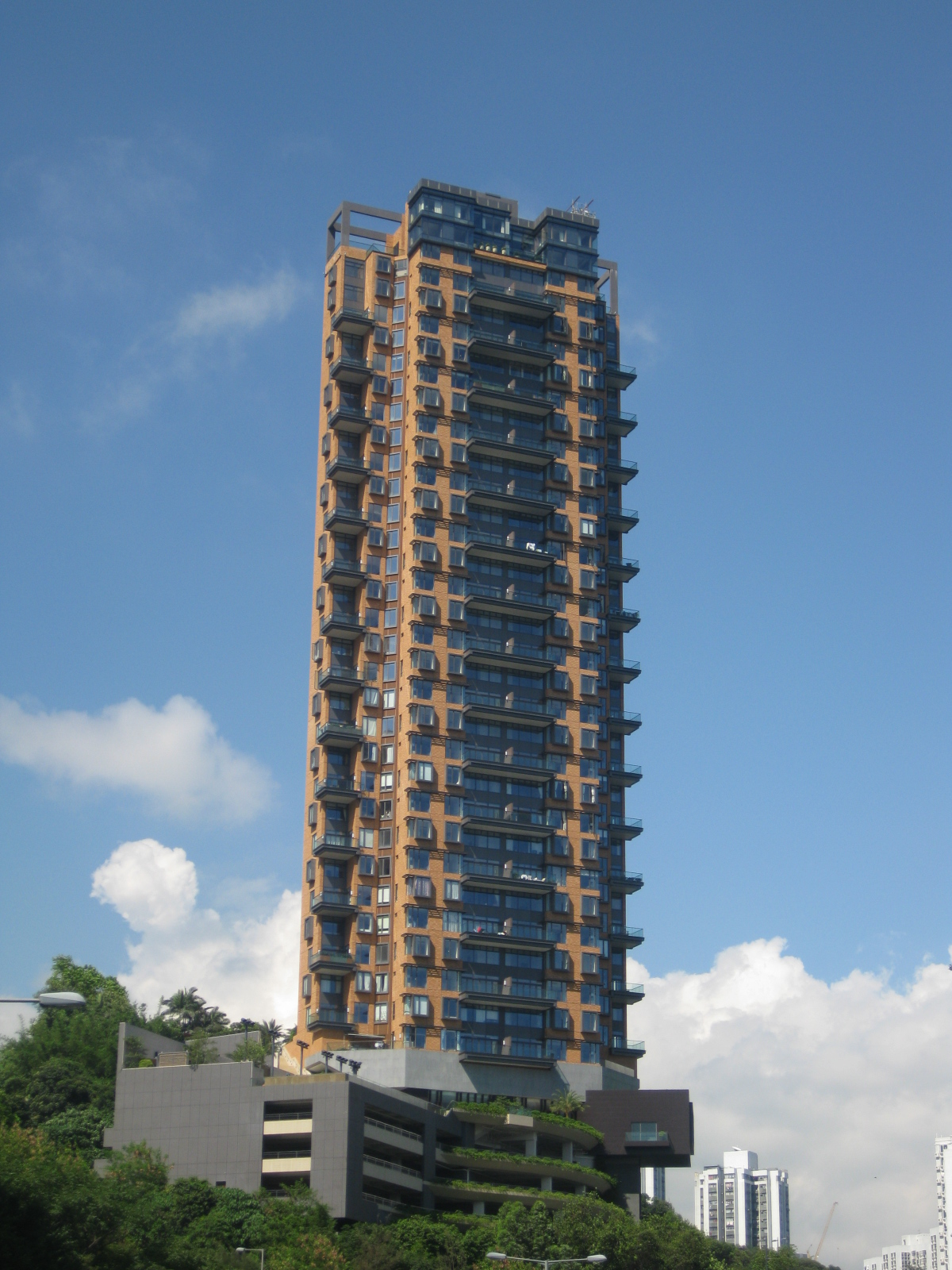
皇壁
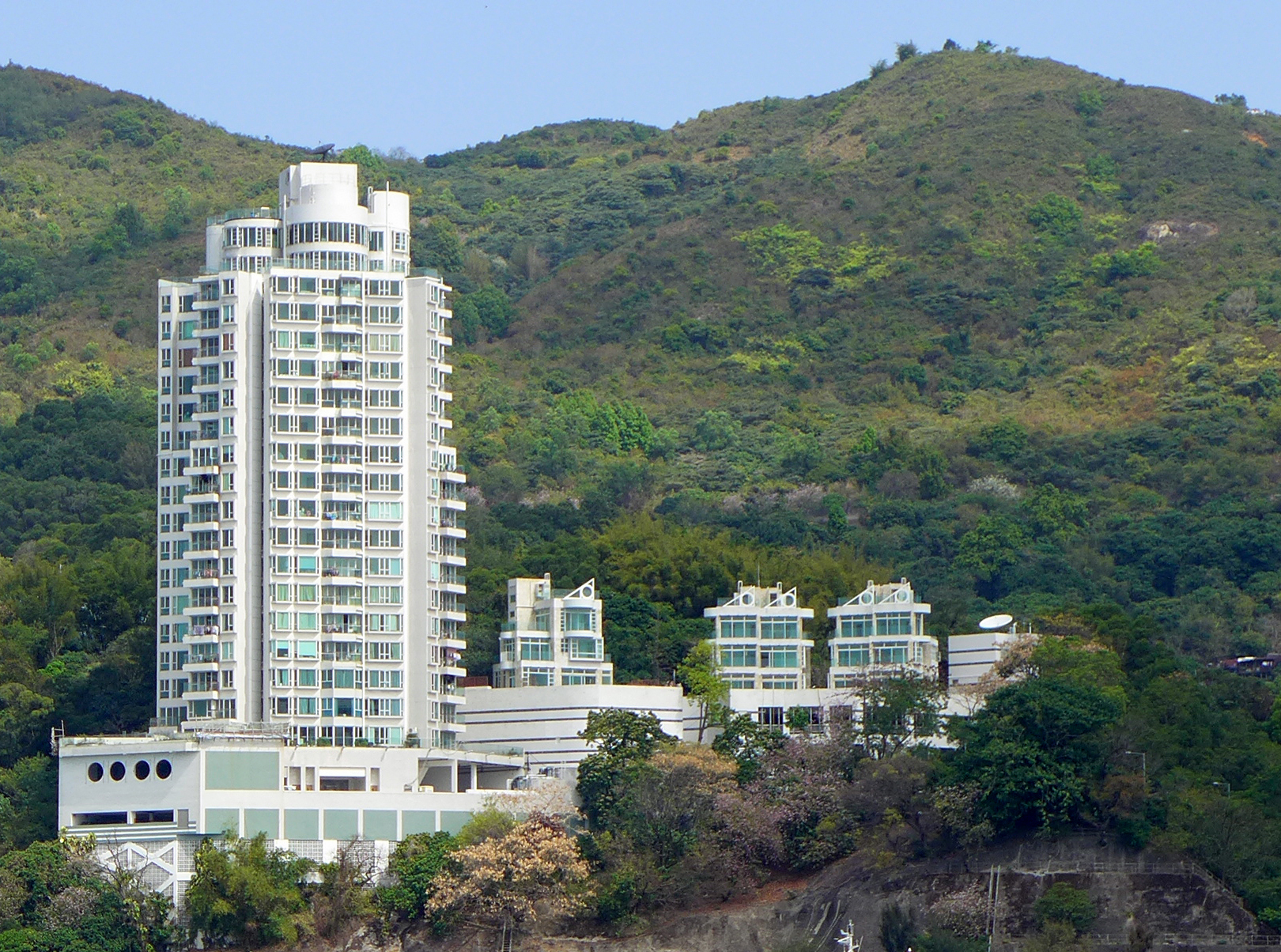
一號九龍山頂

- 恒麗園與金麗苑
- 汀蘭居
- 翠景臺
- 皇壁
- 一號九龍山頂